# Попов, Владимир Григорьевич
Владимир Григорьевич Попов (19 июня 1925 — 1 августа 2002) — советский передовик производства в общем машиностроении. Герой Социалистического Труда (1966).

## Биография
Родился 19 июня 1925 года в городе Оренбург в многодетной семье рабочего-железнодорожника.
Окончил девять классов Оренбургской средней школы.
С 1941 по 1945 годы в течение всего периода Великой Отечественной войны — работал учеником слесаря и слесарем на заводе № 47 Наркомата авиационной промышленности СССР, эвакуированного в город Чкалов из Ленинграда в период блокады Ленинграда.
После войны В. Г. Попов без отрыва от производства окончил Чкаловский вечерний станкостроительный техникум. Продолжал работать на заводе № 47, переименованный
в 1967 году в — Оренбургский машиностроительный завод, работал — мастером, старшим мастером, а затем и начальником смены ОМЗ. В. Г. Попов за заслуги в своей трудовой деятельности удостаивался званий — заслуженный мастер машиностроения и заслуженный мастер ОМЗ.
26 июля 1966 года «закрытым» Указом Президиума Верховного Совета СССР «за выдающиеся заслуги в выполнении плана 1959—1965 годов и создание новой техники» Владимир Григорьевич Попов был удостоен звания Героя Социалистического Труда с вручением Ордена Ленина и золотой медали «Серп и Молот».
В 1980-е годы В. Г. Попов вышел на пенсию. Жил в Оренбурге.
Скончался 1 августа 2002 года. Похоронен на Старом кладбище на улице Монтажников города Оренбург.
Заслуженный мастер машиностроения. Заслуженный мастер завода.

## Награды
- Медаль «Серп и Молот» (26.07.1966)
- Орден Ленина (26.07.1966)
- Медаль «За доблестный труд в Великой Отечественной войне 1941—1945 гг.»